# Lugovoie (Bélgorod)
|  | Per a altres significats, vegeu «Lugovoie». |

Lugovoie - Луговое (rus) - és un poble (un possiólok) de l'óblast de Bélgorod, a Rússia. El 2010 tenia 106 habitants. Pertany al districte (raion) de Véidelevka.